# Christoffer Green-Pedersen
Christoffer Green-Pedersen (født 16. august 1970 i Aarhus) er en dansk ph.d. og professor, der siden februar 2024 har været konstitueret institutleder for Institut for Statskundskab ved Aarhus Universitet.
Christoffer Green-Pedersen er uddannet exam.art. i filosofi fra Aarhus Universitet i 1996, cand.scient.pol. smst. i 1997 og erhvervede ph.d.-graden i statskundskab smst. i 2001 på baggrund af afhandlingen How Politics Still Matters: Retrenchment of old-age pensions, unemployment benefits, and early retirement benefit/disability pensions in Denmark and in the Netherlands from 1982 to 1998.
Siden 2009 har han været professor ved Aarhus Universitet og har særligt forsket i dagsordenfastlæggelse, partikonkurrence og offentlig politik. Hans forskning har et komparativt afsæt, hvor han sammenligner eksempelvis Danmark og andre lande.